# Hyperythra lutea
Hyperythra lutea är en fjärilsart som beskrevs av Stoll 1781. Hyperythra lutea ingår i släktet Hyperythra och familjen mätare. Inga underarter finns listade i Catalogue of Life.

## Bildgalleri

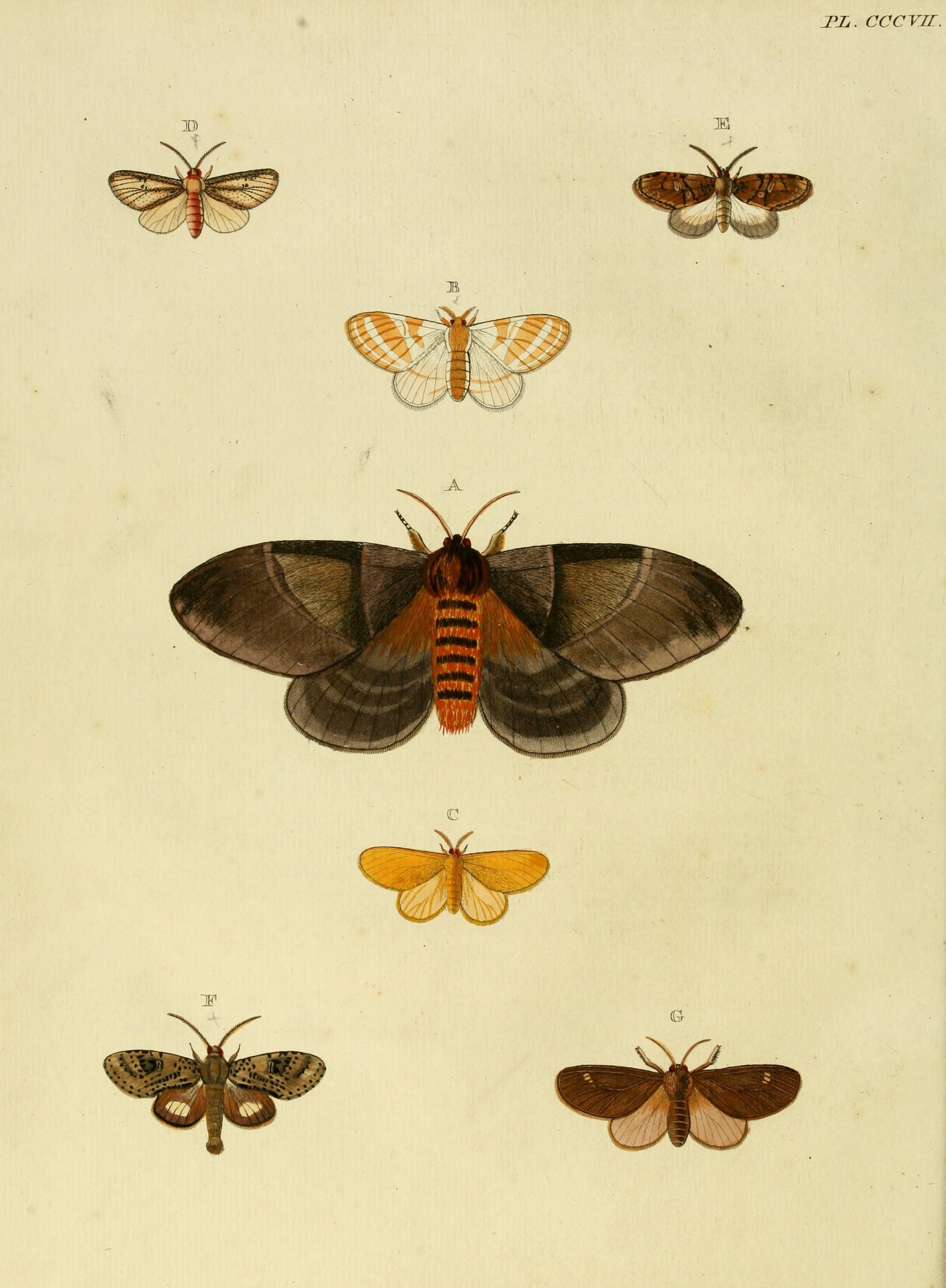
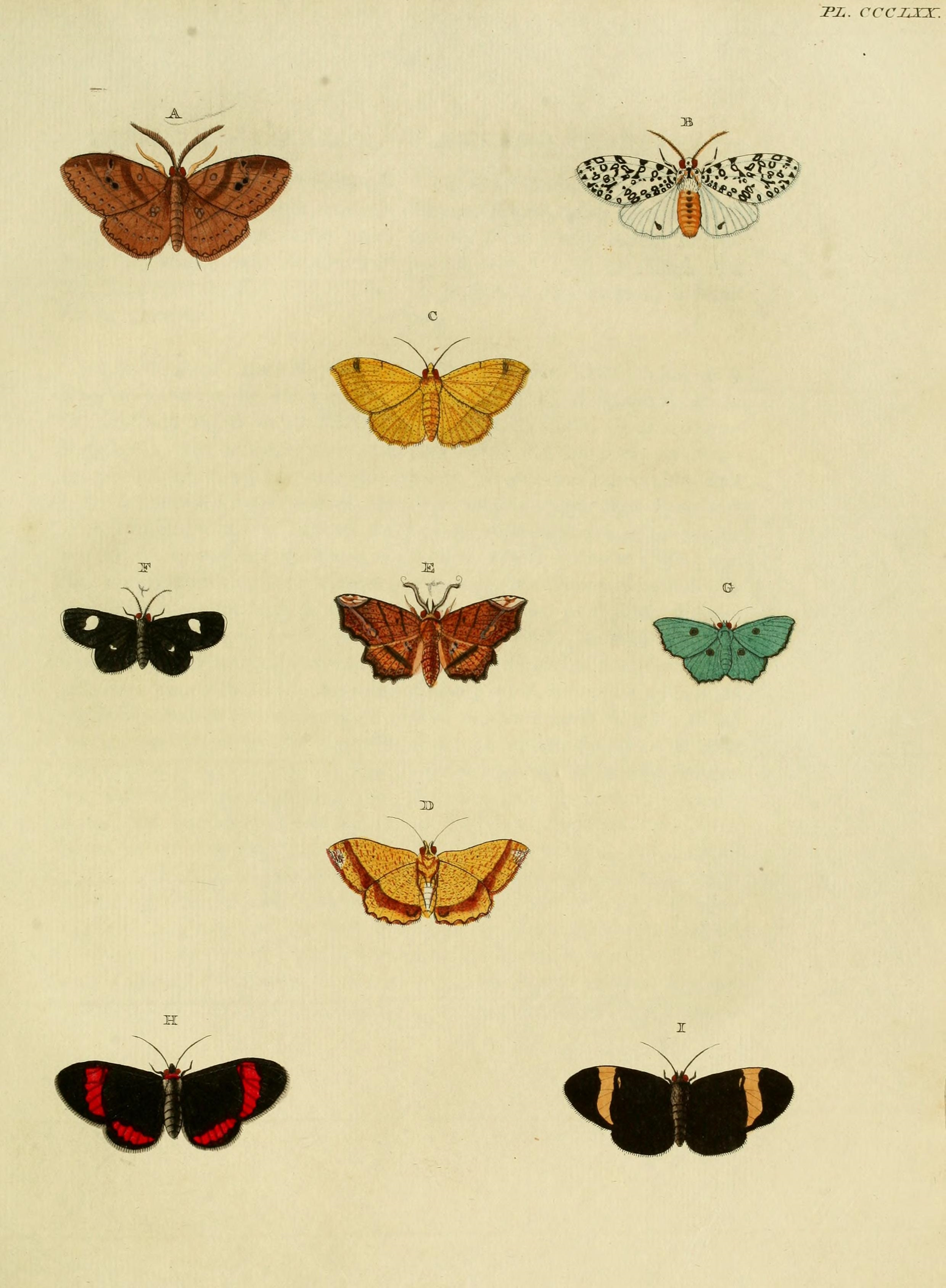